# Борисенков, Николай Васильевич
Никола́й Васи́льевич Борисенков (1948-?) — русский советский колхозник, депутат Верховного Совета СССР.

## Биография
Родился в 1948 году. Русский. По состоянию на 1974 год — член ВЛКСМ. Образование среднее специальное.
В 1965 году окончил училище механизации сельского хозяйства, после чего работал трактористом районного объединения «Сельхозтехника». С 1966 года — тракторист колхоза им. Ленина, Демидовский район Смоленской области. В 1967—1969 годах служил в Советской Армии, после демобилизации вновь работал трактористом в том же колхозе.
Депутат Совета Союза Верховного Совета СССР 9 созыва (1974—1979) от Ярцевского избирательного округа № 322 Смоленской области. Член Комиссии по строительству и промышленности строительных материалов Совета Союза.
Умер после 1979 года. Похоронен в деревне Хомяки.